# Stadion BSK
Stadion BSK – stadion piłkarski w Bijelo Brdo, w Chorwacji. Obiekt może pomieścić 1000 widzów. Swoje spotkania rozgrywają na nim piłkarze klubu NK BSK Bijelo Brdo.